# Christuskirche (Meran)

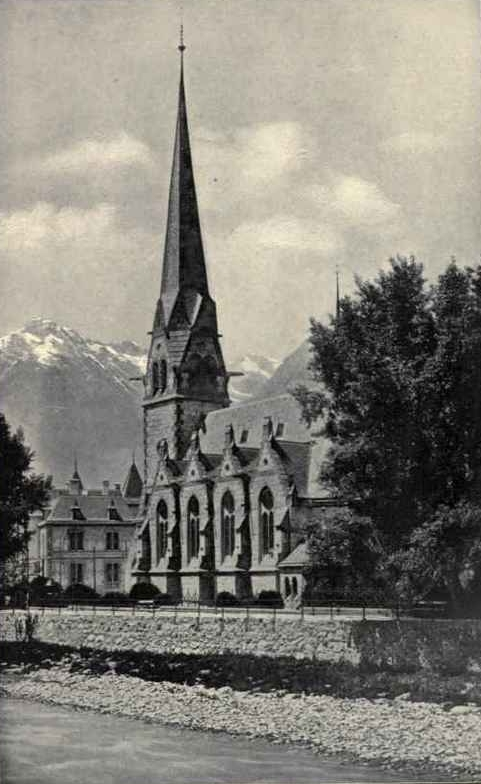
Historische Aufnahme der Christuskirche (1900 oder früher)

Die Christuskirche (Carducci-Straße 31) befindet sich an der Passerpromenade in Meran und gehört zur Evangelisch-Lutherischen Kirche in Italien. Das neugotische Gebäude entstand 1883–1885 nach Plänen von Johannes Vollmer und steht seit 1980 unter Denkmalschutz.

## Geschichte
Im Zuge des wachsenden Kurbetriebs in Meran bildete sich ab 1850 eine evangelische Kirchgemeinde in der Stadt. 1861 erfolgte die Stiftung eines Bethauses und einer Pfarrwohnung in der Hallergasse 24 im oberen Steinachviertel sowie die Errichtung eines evangelischen Friedhofs bei der Spitalkirche. Der erste ständige Pfarrer wurde 1870 berufen. Die rechtliche Gründung der lutherischen Gemeinde Merans erfolgte 1876 (als Gemeinde der Evangelischen Kirche A.B. in Österreich). Die neugotische Christuskirche wurde nach Plänen des deutschen Architekten Johannes Vollmer in den Jahren 1883–1884 errichtet und 1885 eingeweiht. Sie war das erste evangelische Kirchengebäude Tirols. 1896 wurde der neue evangelische Friedhof am Greutendamm (heute Marlinger Straße) angelegt. 1904 wurde in der Weingartenstraße in Untermais eine evangelische Volksschule eröffnet.
Zunächst wurden auch evangelische Gläubige in Bozen von der Gemeinde seelsorgerlich mit betreut. Seit 1905 verfügt die dortige Gemeinde über eine eigene Christuskirche-Gemeinde, seit 1908 auch über ein eigenes Kirchengebäude.
Die Zahl der Gemeindemitglieder betrug 1900 ca. 1.800 Mitglieder des Augsburgischen Bekenntnisses und 340 Mitglieder des Helvetischen Bekenntnisses. 1910 wurden bereits ca. 3.000 bzw. 340 Mitglieder genannt.
Nach anfänglich heftigen Auseinandersetzungen mit der örtlichen katholischen Geistlichkeit ist inzwischen ein gutes ökumenisches Verhältnis eingekehrt. Das 150-jährige Jubiläum wurde in Anwesenheit des katholischen Diözesanbischofs von Brixen-Bozen, Ivo Muser, gefeiert.

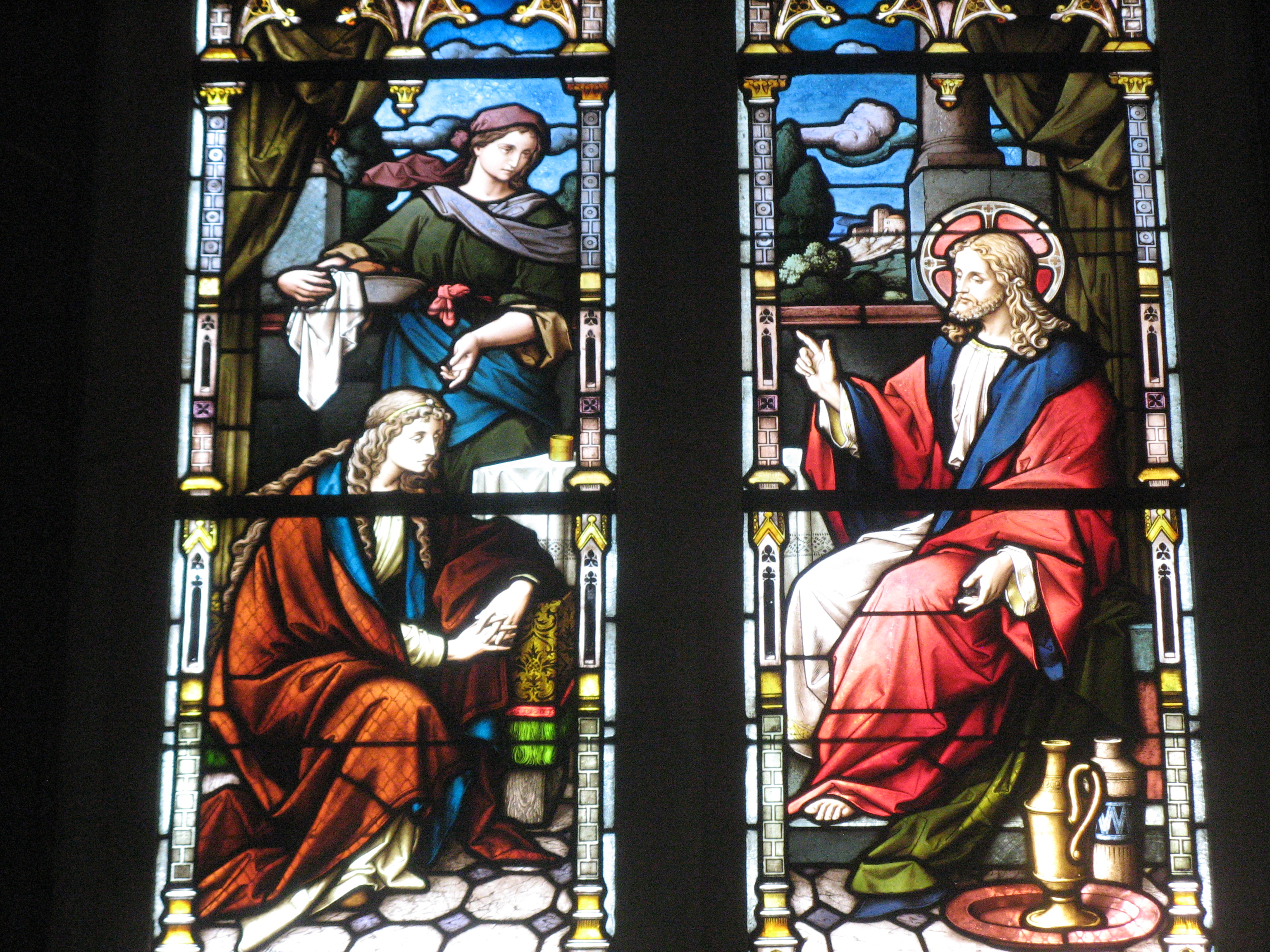
Maria und Martha mit Christus, Glasfenster im Langhaus

## Gemeinde
Ursprünglich umfasste die evangelische Gemeinde von Meran das ganze Gebiet des heutigen Südtirol. 1908 wurde in Bozen eine eigene Gemeinde mit einer eigenen Kirche eingerichtet, die Christuskirche. Immer noch ist das Gemeindegebiet der Evangelischen Kirche Merans aber flächenmäßig sehr groß. Es reicht vom Reschenpass bis zum Nordufer des Gardasees, wobei die Grenzlinie zur östlich gelegenen Bozner Gemeinde vom Jaufenpass bis zur Mündung der Sarca in den Gardasee verläuft. Vom Ende des Ersten Weltkriegs bis 2008 war Meran selbstständig, seither gehört die Gemeinde zur Evangelisch-Lutherischen Kirche in Italien. Zur Gemeinde Meran gehören auch die 1897–1900 gebaute Trinitatiskirche in Arco und die evangelische Kapelle in Sulden. Derzeit gehören der Gemeinde rund 320 Mitglieder an. Die Gemeinde verfügt neben Kirche, Pfarrhaus und Gemeindehaus über einen denkmalgeschützten Friedhof sowie ein Alten- und Pflegeheim (Haus Bethanien).
Während der Sommermonate werden auch zahlreiche Urlauber betreut. Gottesdienstsprache ist Deutsch.

## Pfarrer und Pfarrerinnen der Evangelischen Gemeinde A.B. Meran
In Meran wirk(t)en als Seelsorger, seit 1870 als fest bestellte Pfarrer:
- Theodor Johannes Ferdinand Georg Schott (1862–1864)
- Dr. Ludwig Theodor Elze (1865–1868)
- Carl Schott (1868–1870)
- Carl Richter (1870–1894)
- Dr. Friedrich Selle (1895–1902)
- Dr. Johann Molin (1902–1910)
- Paul Jaesrich (1910–1919)
- Julius Giese (1927–1945/53)
- Dietrich Brauer (1953–1979)
- Peter-Ulf Koller (1980–1985)
- Hans Braun (1985–1994)
- Hans H. Reimer (1994–1996)
- Ingrid Rauh (1996–2005)
- Martin Burgenmeister (2005–2014)[10]
- Martin Krautwurst (2015–2022)[11][12]
- Timm Harder (seit 2022)[13][14]

## Kirchengebäude

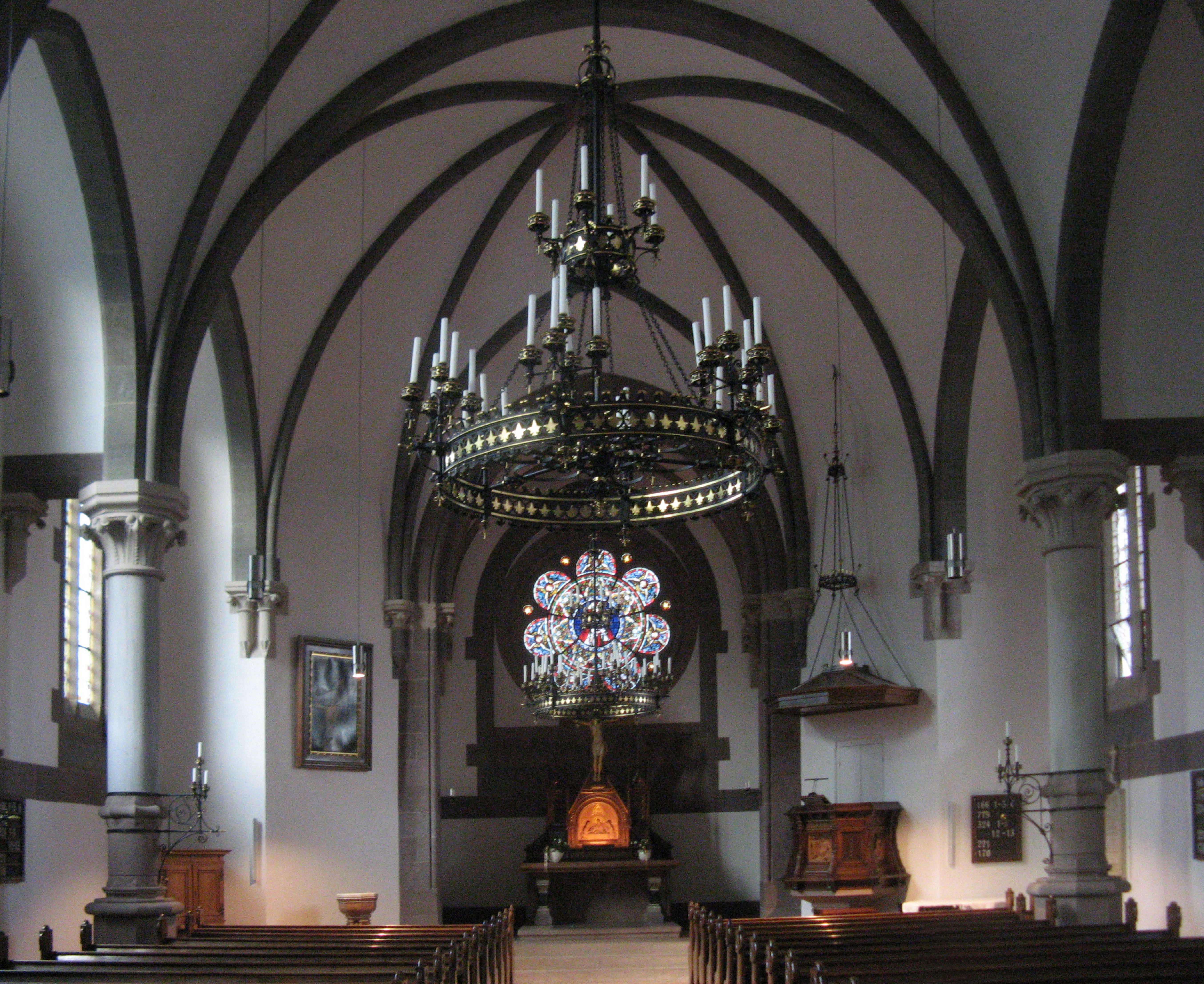
Inneres, Blick in Richtung Osten

Die Christuskirche liegt in einem Garten zwischen Carducci-Straße und Passerpromenade. Der Fassadenturm des neugotischen Gebäudes wird durch einen Spitzhelm bekrönt. Auf mittlerer Höhe befindet sich eine große segnende Christusfigur. Diese wurde nach dem Entwurf von Bertel Thorvaldsen 1897 aus Laaser Marmor gefertigt.  An eine Vorhalle schließt das Langhaus an, das außen durch Kreuzgiebel sowie durch Spitzbogenfenster akzentuiert wird. Der Chor ist polygonal. Der Taufstein wurde von Kaiser Wilhelm I. gestiftet.
Das Kruzifix am Altar und die vier Reliefs an Kanzel und Altar wurden von Franz Xaver Pendl gefertigt.
Glasfenster befinden sich im Chor und im Langhaus. Die Orgel aus dem Jahr 1885 stammt von der Firma G. F. Steinmeyer & Co.
Westlich der Kirche befindet sich freistehend das ebenfalls denkmalgeschützte Pfarrhaus. Das dreigeschossige, neuklassizistische Haus wurde 1896 nach Plänen von Coelestin Recla errichtet. Markant sind der Mittelrisalit, Eckerker und Treppenturm.

## Evangelischer Friedhof
Auf dem der Kirche benachbarten Friedhof befinden sich u. a. die Gräber von Käthe Schirmacher, Evelyn Ortner, Natalia Pravossudovic, und Elisabeth Baumgartner.